# Thạch Châu
Thạch Châu là một xã thuộc huyện Thạch Hà, tỉnh Hà Tĩnh, Việt Nam.
Xã Thạch Châu có diện tích 7,21 km², dân số năm 1999 là 5866 người, mật độ dân số đạt 814 người/km².
Xã Thạch Châu có di tích lịch sử đền thờ Nguyễn Phúc Giáp đã được xếp hạng. Tướng Quân Nguyễn Phúc Giáp làm quan dưới 2 triều đại nhà Đinh và Tiền Lê. Ông trực tiếp chỉ đạo việc thu nạp và vận động dân binh từ Thanh Hóa trở vào tổ chức khai hoang, ngăn mặn, mở mang đồng ruộng và đào tuyến kênh Nhà Lê từ Ninh Bình vào đến Hà Tĩnh còn tồn tại đến ngày nay.